# Kulturlandschaftsprogramm
Ein Kulturlandschaftsprogramm (KULAP bzw. KLP) oder auch Kulturlandschaftspflegeprogramm (KLP) ist ein Umweltprogramm im Bereich der flächenbezogenen Landwirtschaft (insbesondere Grünland und Ackerbau, auch im Weinbau und Obstbau) das die flächendeckende Erhaltung einer als erhaltenswert eingestuften Kulturlandschaft durch eine bestimmte Art der landwirtschaftlichen Flächenbewirtschaftung (Extensive Landwirtschaft, Ökologische Landwirtschaft, Landschaftspflege) finanziell unterstützt, wenn diese ohne Förderung nicht konkurrenzfähig wäre. Im Rahmen eines KULAP wird Landwirten daher für die Einhaltung zweckdienlicher und amtlich festgelegter Auflagen ein „Nachteilsausgleich“ gewährt.
Kulturlandschaftsprogramme gibt es in vielen deutschen Bundesländern sowie in Österreich und in der Schweiz. Sie werden kofinanziert aus den Haushalten der EU, des Bundes und des jeweiligen Bundeslandes. Ergänzt werden die Programme teilweise auch durch (meist auf spezifische lokale Umweltobjekte bezogene) Landschaftspflegeprogramme auf kommunaler Ebene (Landkreise und Gemeinden).
Beispiele für förderfähige Bewirtschaftungsaktivitäten (die Einzelbedingungen sind je nach Land verschieden):
- Ökolandbau
- extensive Fruchtfolge
- Mulchsaat bei Reihenkulturen
- Winterbegrünung statt Umbruch von Ackerflächen
- Verzicht auf chemischen Pflanzenschutz
- Verzicht auf mineralischen Dünger bzw. chemischen Pflanzenschutz
- Einhaltung bestimmter Schnittzeitpunkte im Grünland
- Verzicht auf jegliche Düngung und Pflanzenschutz in empfindlichen Bereichen (z. B. auf Nährstoffarmut angewiesene Wiesentypen)
- Streuobstbau
- Umweltorientiertes Betriebsmanagement
- Blühflächen